# Municipio de Blairsburg
El municipio de Blairsburg (en inglés: Blairsburg Township) es un municipio ubicado en el condado de Hamilton en el estado estadounidense de Iowa. En el año 2010 tenía una población de 368 habitantes y una densidad poblacional de 3,96 personas por km².

## Geografía
El municipio de Blairsburg se encuentra ubicado en las coordenadas 42°30′52″N 93°40′34″O / 42.51444, -93.67611. Según la Oficina del Censo de los Estados Unidos, el municipio tiene una superficie total de 92.88 km², de la cual 92,88 km² corresponden a tierra firme y (0 %) 0 km² es agua.

## Demografía
Según el censo de 2010, había 368 personas residiendo en el municipio de Blairsburg. La densidad de población era de 3,96 hab./km². De los 368 habitantes, el municipio de Blairsburg estaba compuesto por el 98,64 % blancos, el 0,82 % eran de otras razas y el 0,54 % eran de una mezcla de razas. Del total de la población el 3,26 % eran hispanos o latinos de cualquier raza.